# Agulla de cap

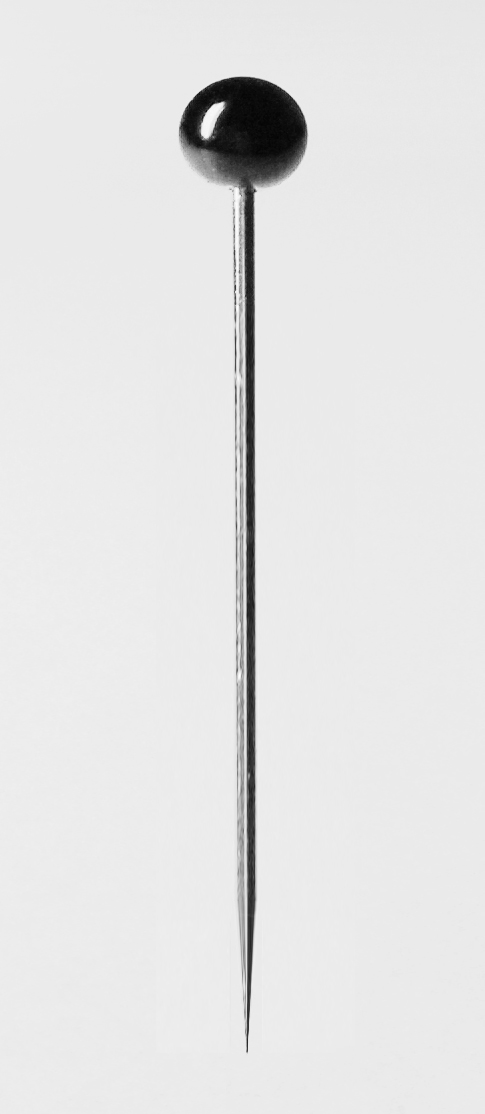
Una agulla de cap de vidre.

Una agulla de cap o pinçó (rossellonès) és un clau molt fi (usualment de metall) amb punta per un dels seus extrems i una cabota per l'altre. Té múltiples funcions, entre elles subjectar certs objectes o materials entre si. En l'ofici de la sastreria és de molta utilitat com eina de costura. A jutjar per les troballes arqueològiques, l'agulla d'os, és un dels primers invents de la humanitat. Va aconseguir gran popularitat en la Grècia i Roma clàssiques.
Hi ha diferents tipus d'agulles: 
- Agulla de cap de vidre. Té un cap més gros de vidre per agafar-la millor.
- Agulla de cap de gota de sèu. Presenta el seu cap acopat i no pla com els corrents.
- Agulla de cap perdut. Gairebé no té cap sinó una espècie de rebava
- Agulla de monja. És summament prima i petita.
- Agulla de París. La que té cap i punta prismàtica feta amb filferro
- Agulla de toca de monja. La que és més petita que les corrents. Serveix regularment per agafar coses molt delicades.[2]

## Expressions relacionades
- Cercar una agulla en un paller: ser una cosa molt difícil de trobar
- Ser agafat amb agulles: ser una cosa poc estable i ferma
- No cabre-hi ni una agulla: haver-hi molta gent en un lloc